# HD 136295
HD 136295 — одиночная звезда в созвездии Весов на расстоянии приблизительно 267 световых лет (около 81,9 парсек) от Солнца. Видимая звёздная величина звезды — +7,11m.
Вокруг звезды обращается, как минимум, одна планета.

## Характеристики
HD 136295 — оранжевый гигант спектрального класса K0III, или K0. Масса — около 1,28 солнечной, радиус — около 4,53 солнечного, светимость — около 10,47 солнечной. Эффективная температура — около 4893 К.

## Планетная система
В 2021 году группой астрономов, ведущих наблюдения в рамках программ EXPRESS и PPPS, была открыта планета HIP 75092 b.
В 2019 году учёными, анализирующими данные проектов HIPPARCOS и Gaia, у звезды обнаружена планета HIP 75092 c.